# Тролльвал

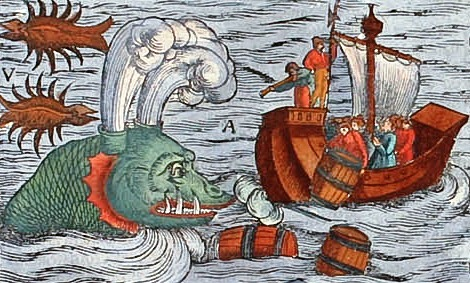
Тролльвал нападает на корабль (офорт второй половины XVI века).

Тролльвал — гигантское морское чудовище, легенды о котором первоначально были распространены среди рыбаков и моряков Норвежского моря (в первую очередь в Исландии и на Фарерских островах). В литературе других стран Европы тролльвал стал фигурировать начиная с XVI века; считается, что прообразом тролльвала были обыкновенные кашалоты и другие киты, которым в легендах были приписаны опасность, значительно превосходящая реальную, и — ошибочно — свирепость.

## Этимология и первые упоминания
Слово «тролльвал» является латинской транскрипцией норвежского слова «trollwal», образованного от слов «тролль» (существо из скандинавской мифологии, в христианской традиции часто приравнивалось к дьяволу) и «wal» (кит). Таким образом, название существа можно перевести как «кит-тролль» или «дьявольский кит». Согласно легендам, он мог разбивать корабли, нападая на них (что обычные киты действительно могли сделать с небольшими рыболовными судами тех времён), или быть принят за остров моряками, могущими на нём высадиться и тем самым оказаться в страшной опасности (крайне маловероятное событие в реальности, имеющее отсылку к легенде о плавании святого Брендана и рыбе-острове ясконтии).
Тролльвал был впервые упомянут в пояснениях к Carta Marina 1539 года авторства шведского учёного Олафа Магнуса: «Вышеупомянутый кит в этой стране [Исландии] называется „тролльвал“, что на немецком означает „дьявольский кит“». Слово написано через букву «u», которая ввиду особенностей немецкого произношения может быть прочтена также как «v» и «w». Следует отметить, что ни на самой Carta Marina (в легенде карты на латыни), ни в работе «Historia de Gentibus Septentrionalibus» («Описание людей Севера») 1555 года Магнус не использует этот термин, обходясь более общими латинскими balena или ceti.

## В научной литературе

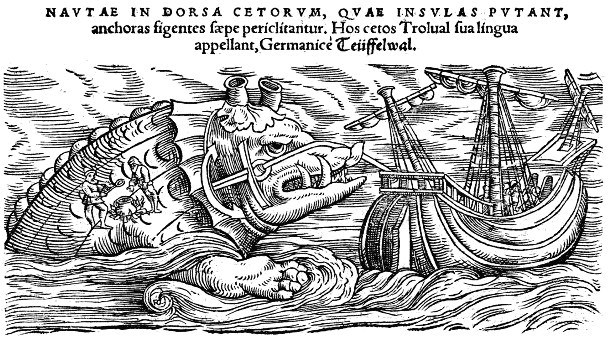
Тролльвал, рисунок из работы Гесснера (1558), вдохновлённый непосредственно Carta Marina Олафа Магнуса.

Тролльвал упоминается в четвёртой книге труда Конрада Гесснера «Historiae animalium». Статья о нём включает описания и якобы имевшие место случаи, связанные с этим китом, взятые из работ Магнуса.
В 1560 году тролльвал упоминается поэтом Бартелеми Ано в его «занимательной истории» под заглавием «Alector ou le Coq»: в нём он описывается как «ужасное морское чудовище […] размером с небольшой остров в море», которое по сюжету побеждают главные герои, Франк-Гал и его сын Алектор, едущие верхом на бегемоте. Действие истории происходит в условной азиатской стране тангутов, то есть далеко от холодных северных морей, где возникла легенда о тролльвале.
Описания Магнуса и Гесснера и сопровождавшие их иллюстрации в значительной степени были наследием средневековых бестиариев с их тягой к необычному. Начиная с XVIII века, с началом научного изучения выбрасывающихся на берег китов и развитием китобойного промысла, натуралисты постепенно перестали верить легендам о тролльвале и вскоре уже отказывались рассматривать его как вид, отличный от известных китообразных: Вальмон де Бомар в 1775 году описывал его как вид кита, который часто опрокидывает рыбацкие лодки (а не большие корабли, как изображалась на гравюрах эпохи Возрождения), в то время как Ансельм Демаре считал, что он «должен принадлежать к роду китов или роду кашалотов» (1828).

## Изображения
Первыми изображениями Тролльвала являются рисунки кита в упомянутой работе Олафа Магнуса.
Миниатюра из книги Гесснера представляет собой иллюстрацию из Carta Marina, на которой изображены моряки, пытающийся бросить якорь на кита, принятого ими за остров.
Повторяя изображения морских чудовищ с той же карты, изображение с монограммы «MHF», присутствующей в некоторых изданиях труда «Cosmographie universelle» Себастьяна Мюнстера (первоначальное издание которого 1545 года не упоминает о таком чудовище), представляет тролльвала нападающим на корабль: один моряк пытается напугать чудовище, дуя в трубу, в то время как другие моряки бросают за борт бочонки в попытке отвлечь чудовище. Существо изображено с огромной пастью и клыками, а также с двумя струями воды, исторгающимися из дыхал на его рогах, что, по всей видимости, должно отражать его дьявольскую природу.

## Топонимика
Остров, расположенный между островом Аделейд и Антарктическим полуостровом, назван «остров Тролльвал».